# Integral de Txebixov

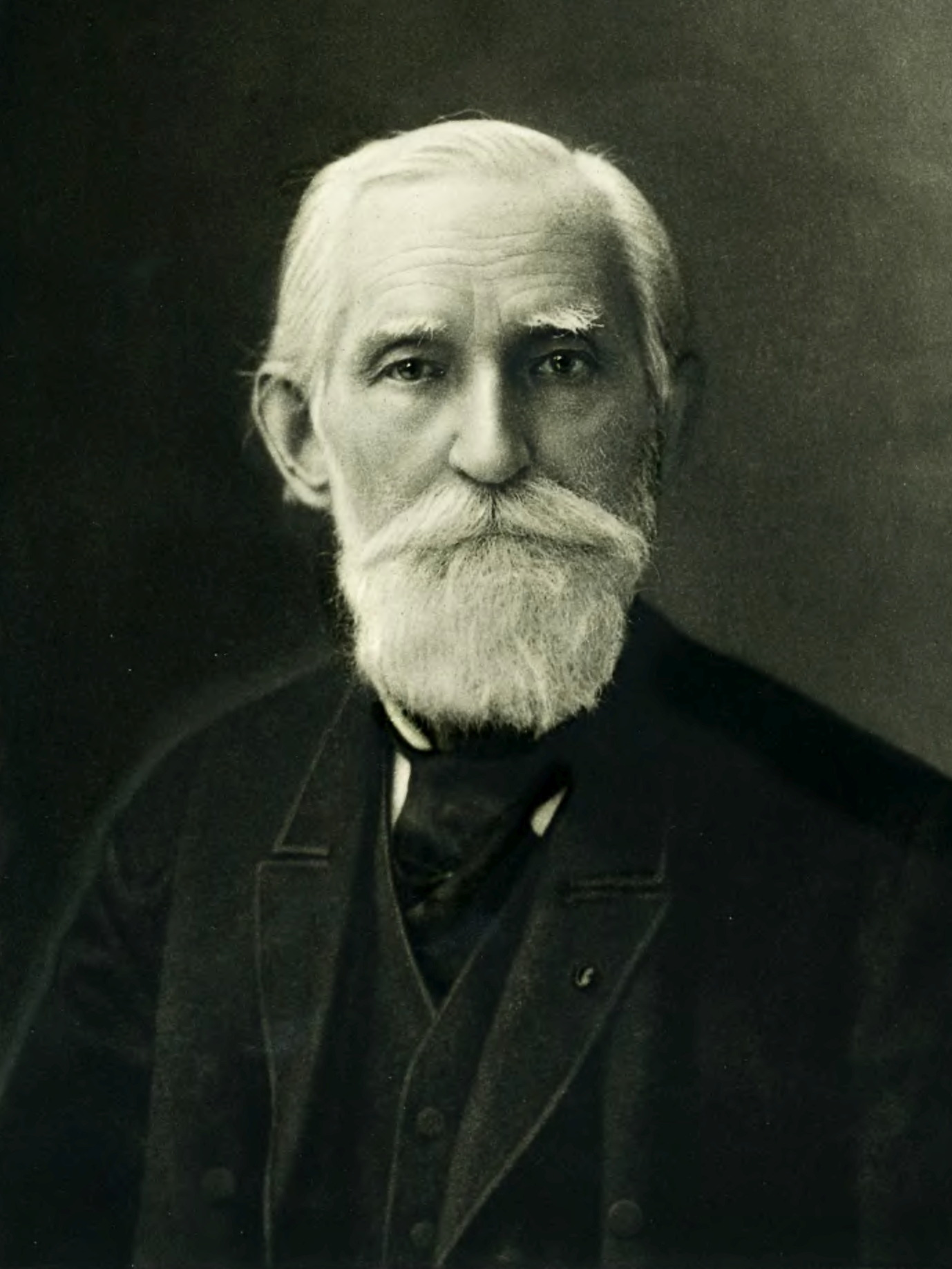
Pafnuti Txebixov (1821-1894)

La integral de Txebixov está donada per
| Integral de Txebixov {\displaystyle \int _{0}^{x}x^{p}(1-x)^{q}dx=B(x;1+p,1+q)}, Pafnuti L. Txebixov (1821-1894) |

on {\displaystyle B(x;a,b)} és la funció beta incompleta.

## Teorema d'integració dels binomis diferencials
Txebixov va demostrar que les integrals indefinides binòmiques de la forma:
{\displaystyle \int x^{m}(a+b\,x^{n})^{p}dx}
són funcions elementals únicament si almenys una de les expressions {\displaystyle \scriptstyle p}, {\displaystyle \scriptstyle ({\frac {m+1}{n}})} o {\displaystyle \scriptstyle p+({\frac {m+1}{n}})} és un número enter. En un altre cas, no poden representar-se en termes de funcions elementals.

### Exemple
- {\displaystyle \int x^{3}(1+2x^{2})^{-{\frac {3}{2}}}dx} on {\displaystyle p=-{\frac {3}{2}}}, {\displaystyle n=2} i {\displaystyle m=3}, o sigui, {\displaystyle {\frac {m+1}{n}}={\frac {3+1}{2}}=2}.

Llavors, {\displaystyle 1+2x^{2}=z^{2}\longrightarrow x={\sqrt {\frac {z^{2}-1}{2}}}\longrightarrow dx={\frac {1}{\sqrt {2}}}{\frac {z}{\sqrt {z^{2}-1}}}dz} .
Per tant, {\displaystyle F(x)=\int {\bigg (}{\frac {z^{2}-1}{2}}{\biggr )}^{\frac {3}{2}}(z^{2})^{-{\frac {3}{2}}}z(z^{2}-1)^{-{\frac {1}{2}}}dz={\frac {1}{4}}\int z^{-2}(z^{2}-1)dz={\frac {1}{4}}\int {\biggl (}1-{\frac {1}{z^{2}}}{\biggl )}dz={\frac {1}{4}}{\biggr (}z+{\frac {1}{z}}{\biggr )}+C={\frac {1}{4}}{\biggr (}{\sqrt {1+2x^{2}}}+{\frac {1}{\sqrt {1+2x^{2}}}}{\biggr )}+C.}